# Antonio Caso
Antonio Caso (19. prosinec 1883, Mexiko – 6. březen 1946) byl mexický filozof, představitel "Generace 1910" a tzv. filozofie života, kterou rozpracovával jako reakci na pozitivismus vládnoucí v poslední třetině 19. století. Caso se zabýval etickými, estetickými, historickými a politickými problémy a byl činný jako vyslanec ve více zemích.
Za nejdůležitější metodu filozofie považoval intuitivní metodu. Caso se domníval, že ontologie se lze vzdát, nicméně navrhl trichotómii jsoucen: věci, individua a osoby. Věci lze dělit aniž že by ztratily svůj věcný charakter; mohou se stát hodnotovými objekty, ne však subjekty hodnot. Individua jsou živé, nedělitelné celky, které lze vzájemně nahrazovat. Jsou nositeli užitných hodnot. Osoby jsou jedinečné duchovní existence, které ničím jiným nelze nahradit. Jsou tvůrci etických a estetických hodnot. Svoboda se podle Casa vyskytuje na všech třech úrovních existence.

## Dílo
- La filosofía de la intuición (1914)
- La existencia como economía, como desinterés y como caridad (1916)
- El concepto de la historia universal (1918)
- Discurso a la nación mexicana (1922)
- El concepto de la historia universal en la filosofía de los valores (1923)
- El problema de México y la ideología nacional (1924)
- Principios de estética (1925)
- El acto ideatorio (1934)
- Positivismo, neopositivismo y fenomenología (1941)
- La persona humana y el Estado totalitario (1941)
- El peligro del hombre (1942)[2]